# Mutilare genitală

Mutilare genitală

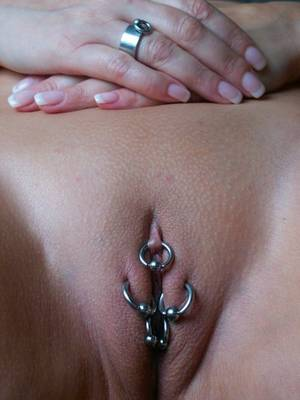
Piercing al labiilor mari și mici și al capului clitoric

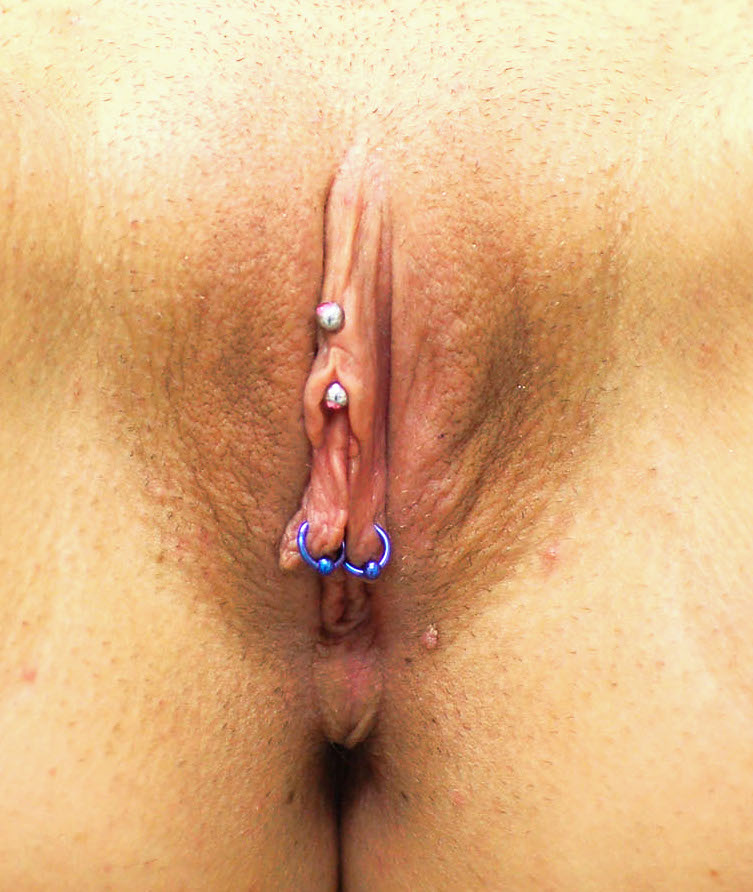
Piercing al labiilor și al clitorisului.

Mutilarea genitală este răspândită în toată lumea din antichitate și până în zilele noastre, cu scopuri diferite în culturi diferite, de la speranța păstrării castității femeilor - prin clitorisectomie (rezecția clitorisului), rezecția labiilor vaginale, infibulația, introcizia - până la dobândirea unor calități care promiteau să asigure o promovare profesională, sau socială, precum castrarea băieților pentru a deveni eunuci la haremuri sau, pentru a-și valorifica vocea cristalină de copil (în italiană castrato) la teatrele și operele din Europa pe vremea când prezența femeilor pe scenă era interzisă, garantarea unor satisfacții sexuale deosebite mutilaților - bărbați și femei - sau partenerilor/clienților lor, etc.
Printre procedeele de mutilare a organelor genitale se numără castrarea, clitorisectomia, rezecția labiilor, infibulația, introcizia (o formă de mutilare  practicată în special de aborigenii Pitta-Patta din Australia), tatuajul genital, implantarea de factori străini organismului, ca piercingul, silicon, introducerea de calapoade pentru lărgirea sfincterului anal și înlesnirea contactelor anale, etc.

## Mutilarea genitală la femei

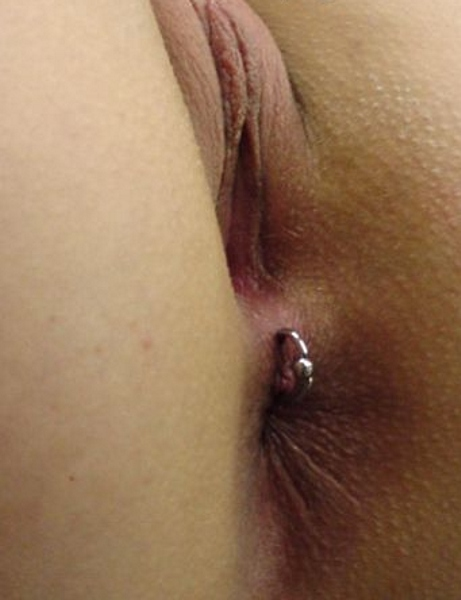
Piercing al perineului și sfincterului anal.

Mutilarea genitală la femei (în engleză Female Genital Mutilation, (FGM) sau Female Genital Cutting, (FGC)) constă, între altele, în îndepărtarea completă a organelor genitale externe feminine. Regiunile principale unde se practică și în prezent sunt vestul și nord-estul Africii (de exemplu în Somalia, Sudan, Egipt, Yemen), precum și în Asia (Irak, Indonezia, Malaezia, Afganistan, Pakistan).
Cel mai frecvent, această mutilare se practică la fetițe înainte sau în perioada de pubertate. Intervenția se face, în general, fără asistență medicală și în condiții ne igienice, cu morbiditatea crescută. Printre urmările intervenției s-au descris infecții, uneori fatale, cicatrizări irecuperabile și posibile sechele psihice.

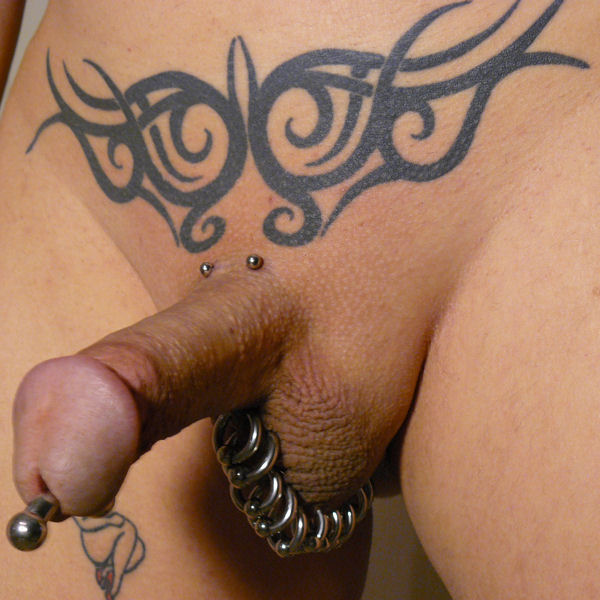
Tatuaj și piercing al pubisului, glandului penial („Prince Albert”) și al scrotului („Scrotal Ladder”).

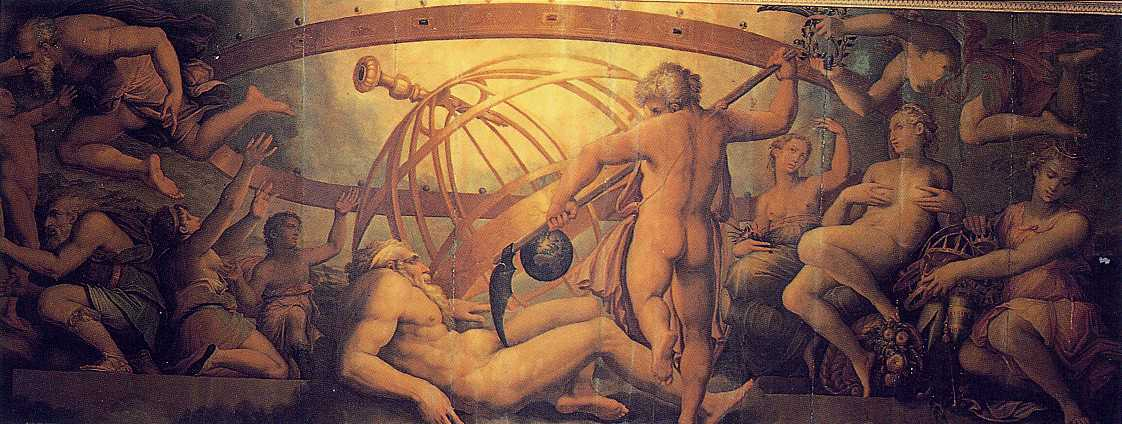
Giorgio Vasari (1511–1574): Mutilarea (castrarea) lui Uranus de câtre Saturn, Palazzo Vecchio.

În Franța clitoridectomia a fost recomandată și la sfârșitul secolului al XIX-lea de către medici celebri, ca Thésée Pouillet (1849-1923), Pierre Garnier (1819–1901) sau Paul Broca (1824-1880) ca un tratament eficace contra onanismului, considerat a fi o psihoză.
Cu toate protestele unor foruri internaționale ca ONU, UNICEF, UNIFEM și OMS, ca și măsurile de interdicție aplicate de unele țări africane, statisticile din anul 2010 apreciază că acest ritual se aplică la circa 6.000 de fetițe lunar (dintr-o populație de risc de sute de milioane).

## Mutilarea genitală la bărbați

#### Castrarea
Castrarea a fost și este practicată în lume pe motive diferite.
- "Castrato": În Europa occidentală castrarea copiilor și adolescenților a fost practicată pentru a le conserva vocea acută, de copil, care foloseau de cântăreți lirici la teatre, opere și la biserici (Biserica catolică interzicea femeilor să cânte în biserici). Această practică a fost anulată de Papa Clément al XIV-lea la finele secolului al XVIII-lea dar s-a menținut pentru încă un secol.
- Eunucii folosiți ca paznici și oameni de încredere la haremurile orientale, fapt care le asigura mutilaților o viață îndestulată și o bătrânețe asigurată. Chiar și în anii 1990 garda Imamului de la Mecca și Medina era formată din eunuci care separau pelerinii bărbați de femei[5].
- Castrarea punitivă, chirurgicală sau chimică, a fost impusă de tribunale unor condamnați pentru pedofilie și alte crime sexuale. Castrarea chimică este autorizată în state precum Statele Unite, Canada, Germania, Danemarca, Belgia, Suedia, Norvegia, Polonia [6]. Alte state (din U.E.) preferă castrarea chirurgicală, Cehia a executat această pedeapsă, în ultimul deceniu, pe minimum 94 de condamnați.[7]; Germania castrează chirurgical circa 5 persoane pe an [8]. Aceste castrări nu sunt obligatorii, ci doar pe bază de consimțământul condamnatului[8].

#### Circumcizia
Circumcizia, vast răspândită în lume fie, pe motive religioase, la semiți fie, pe motive de igienă, de prevenire a infecțiilor venerice transmisibile sau ne transmisibile (fimoze, etc.) a trezit dispute aprige între partizanii circumciziei (forumurile medicilor igieniști, infecționiști, urologi, OMS și reprezentanții popoarelor semite în așa zisa lume occidentală) și oponenți care, sprijinindu-se pe ONG-uri, instituții ne-medicale, sau cu interese para-medicale, adesea economice (organizațiile medicale din țări nord-Europene impun dreptul de a face circumcizii exclusiv medicilor și, deoarece această intervenție nu este cuprinsă în baremul asigurărilor medicale, medicii pot pretinde onorarii după bunul plac) sau, pe baza unor motivări terne și a unei politici paternaliste, menite să oculteze dorința de a limita libertățile unor minorități naționale jenante.
Este remarcabil faptul că tatuajul, piercing-ul, implanturile cu silicon, introducerea de calapoade pentru lărgirea sfincterului anal și înlesnirea contactelor anale, etc., nu sunt sancționate și nu atrag protestele instanțelor menționate.
Un spital din Reykjavík (Reykjavik City Hospital) a declarat în 2011 că a decis să refuze executarea de circumcizii. Spitalul respectiv nu și-a exprimat opoziția de a executa alte intervenții de mutilare genitală independente de necesități clinice.

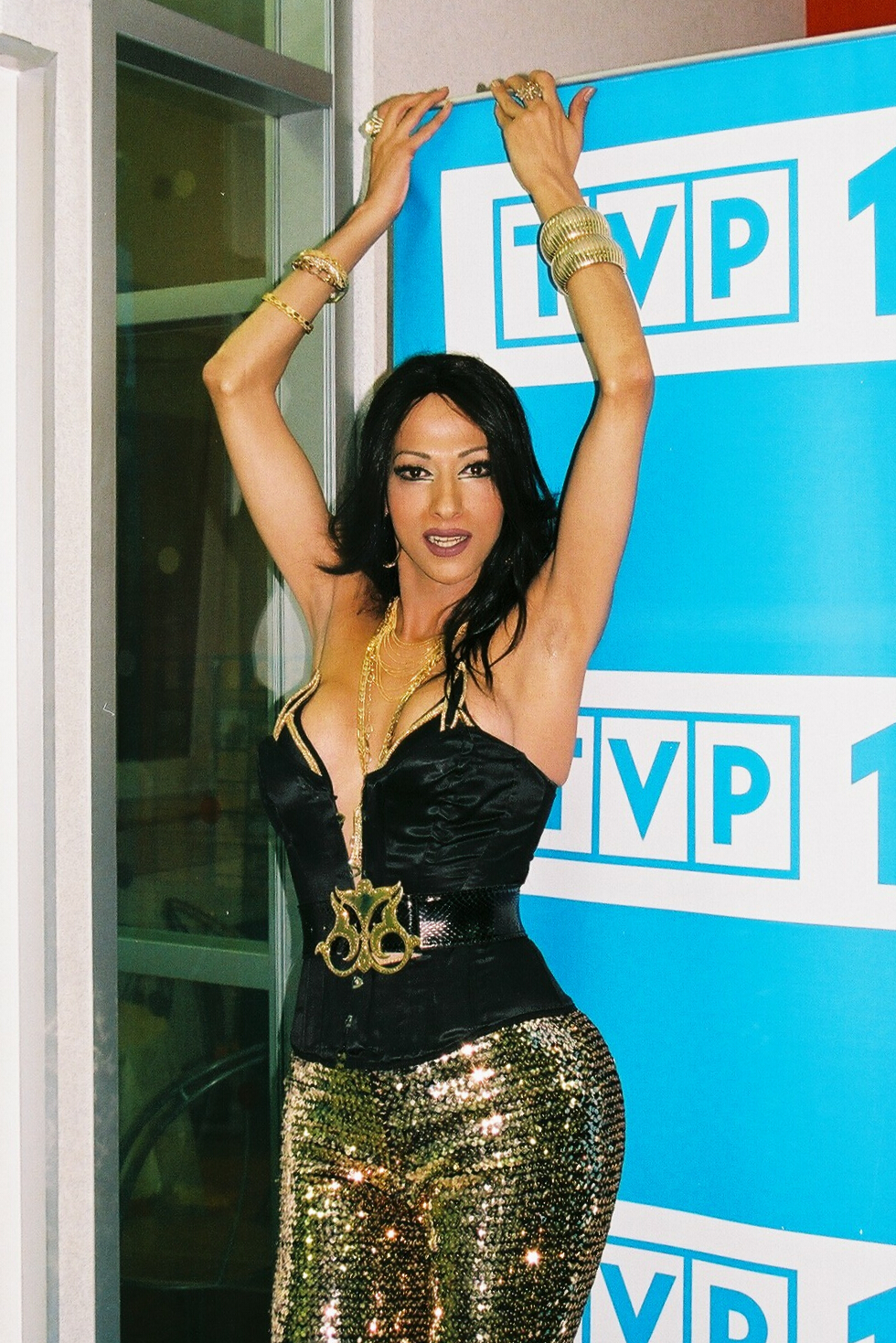
Dana International, numele de scenă a transsexualei israeliene de origine română Sharon Cohen, n. Yaron Cohen.

#### Tatuaje și piercing
Tatuaje și piercing - spre exemplu, piercing-ul anal (în engleză Anal piercing - constă în perforarea și traversarea sfincterului anal cu un inel metalic, de preferat, inoxidabil .

## Transsexualism
Transsexualismul este cea mai amplă acțiune de mutilare genitală, care cuprinde o îndelungată perioadă de tratament hormonal și o serie de intervenții chirurgicale care au ca scop final schimbarea aspectului persoanei tratate spre sexul opus. 
Coccinelle - Jacqueline Charlotte Dufresnoy, n. Jacques Charles Dufresnoy (1931 – 2006) a fost primul caz de transsexualism.

### Antropologie și științe sociale
Germană
- Anna Kölling: Weibliche Genitalverstümmelung im Diskurs: exemplarische Analysen zu Erscheinungsformen, Begründungsmustern und Bekämpfungsstrategien. LIT Verlag Berlin 2008, ISBN 978-3-8258-1821-0
- Charlotte Beck-Karrer: Löwinnen sind sie. Gespräche mit somalischen Frauen und Männern über Frauenbeschneidung. Verein Feministische Wissenschaft, Bern 1996, ISBN 3-905561-03-4.
- Hanny Lightfoot-Klein: Das grausame Ritual. Sexuelle Verstümmelung afrikanischer Frauen. Aus dem amerikan. Engl. von Michaela Huber. Fischer, Frankfurt 1992, ISBN 3-596-10993-0.
- Janne Mende: Begründungsmuster weiblicher Genitalverstümmelung. Zur Vermittlung von Kulturrelativismus und Universalismus. transcript-Verlag, Bielefeld 2011, ISBN 978-3-8376-1911-9. PDF-Volltext der Einleitung Arhivat în 15 martie 2014, la Wayback Machine.
- Eiman Okroi: Weibliche Genitalverstümmelung im Sudan – Female genital mutilation. Akademos-Wiss.-Verl., Hamburg 2001, ISBN 3-934410-29-4.
- Annette Peller: Chiffrierte Körper – Disziplinierte Körper. Female Genital Cutting. Rituelle Verwundung als Statussymbol. Weissensee-Verlag, Berlin 2002, ISBN 3-934479-60-X.
- Terre des Femmes (Hrsg.): Schnitt in die Seele. Weibliche Genitalverstümmelung – eine fundamentale Menschenrechtsverletzung. Mabuse Verlag 2003, ISBN 978-3-935964-28-9.

Engleză
- Ylva Hernlund, Bettina Shell-Duncan, Hrsg.: Transcultural Bodies: Female Genital Cutting in Global Context. Rutgers University Press, 2007, ISBN 978-0-8135-4026-9.
- Semra Asefa: Female Genital Mutilation: Violence in the Name of Tradition, Religion, and Social Imperative. In: Stanley G. French, Wanda Teays, Laura M. Purdy (Hrsg.): Violence Against Women: Philosophical Perspectives. Cornell University Press, 1998, ISBN 978-0-8014-8452-0.
- Jessica Horn: Not Culture But Gender: Reconceptualizing Female Genital Mutilation/Cutting. In: Ellen Chesler, Wendy Chavkin: Where Human Rights Begin. Rutgers University Press, 2005, ISBN 978-0-8135-3657-6.
- Bettina Shell-Duncan From Health to Human Rights: Female Genital Cutting and the Politics of Intervention. American Anthropologist 110(2), 2008.
- Christine J. Walley: Searching for „Voices“: Feminism, Anthropology, and the Global Debate over Female Genital Operations. In: Cultural Anthropology. Bd. 12, Nr. 3. (August 1997), S. 405–438. PMID 12293482 doi:10.1525/can.1997.12.3.405 PDF-Volltext Arhivat în 1 martie 2014, la Wayback Machine.

### Științe juridice
Germană
- Ulrike Bumke: Zur Problematik frauenspezifischer Fluchtgründe – dargestellt am Beispiel der Genitalverstümmelung. In: Neue Zeitschrift für Verwaltungsrecht (NVwZ) 2002, S. 423–428.
- Marie-Anne Caroline Pichler: Völkerstrafrechtliche Problematik der weiblichen Genitalverstümmelung: Voraussetzungen der Strafverfolgung in Österreich, VDM Verlag Dr. Müller, Saarbrücken 2010, ISBN 3-639-24354-4.
- Mirko Möller: Die Verstümmelung weiblicher Geschlechtsorgane, in: Zeitschrift für Rechtspolitik (ZRP), 2002, S. 186–187.
- Stefan Trechsel, Regula Schlauri: Weibliche Genitalverstümmelung in der Schweiz: Rechtsgutachten Arhivat în 20 octombrie 2007, la Wayback Machine. (PDF; 331 kB)., Zürich 2004 (im Auftrag von UNICEF Schweiz).
- Marion Rosenke: Die Verstümmelung weiblicher Geschlechtsorgane – Strafrechtliche Überlegungen de lege lata und de lege ferenda. In: Zeitschrift für Rechtspolitik (ZRP), 2001, S. 377–379.
- Dirk Wüstenberg: Strafverschärfung bei ritueller weiblicher Genitalverstümmelung?. In: Zeitschrift für das gesamte Medizin- und Gesundheitsrecht (ZMGR) 2012, S. 263–267.
- Dirk Wüstenberg: Kindeswohlgefährdung bei Genitalverstümmelung. In Zeitschrift: Familie Partnerschaft Recht (FPR) 2012, S. 452–455.
- Sandra Mauer: Die Frau als besonderes Schutzobjekt strafrechtlicher Normen: Ein Rechtsvergleich zwischen den Vereinigten Staaten von Amerika und der Bundesrepublik Deutschland. Kapitel Weibliche Genitalverstümmelung. S. 183 f., Female Genital Mutilation, S. 242 f., Logos Verlag, Berlin 2009, ISBN 978-3-8325-2339-8.

Engleză
- Anika Rahman, Nahid Toubia: Female Genital Mutilation: A Practical Guide to Worldwide Laws & Policies: A Guide to Laws and Policies Worldwide. Zed Books 2000, ISBN 978-1-85649-773-2.
- Fareda Banda: Women, Law and Human Rights: An African Perspective. Hart Publishing, Oxford 2005, ISBN 978-1-84113-128-3.
- Asbjorn Eide, Wenche Barth Eide: The Right to Health: Article 24. (Commentary on the United Nations Convention on the Rights of the Child.) Brill Academic Publication 2006, ISBN 978-90-04-14733-1, S. 46 f. (teilweise einsehbar)
- Berhane Ras-Work: LEGISLATION TO ADDRESS THE ISSUE OF FEMALE GENITAL MUTILATION (FGM) (PDF; 131 kB), 21. Mai 2009. (Experti de la Organizația Națiunilor Unite despre Africa)

### Medicină, istorie și etică medicală
Germană
- Janna Graf: Weibliche Genitalverstümmelung und die Praxis in Deutschland: Hintergründe – Positionen zur Ethik – ärztliche Erfahrungen. Dissertation Universität Erlangen-Nürnberg, 2012, Volltext als pdf
- Andreas Frewer, Stephan Kolb, Kerstin Krása (Hrsg.): Medizin, Ethik und Menschenrechte. V & R Unipress, Göttingen 2009, ISBN 978-3-89971-698-6
- Christine Binder-Fritz, Christian Dadak (Hrsg.): Die weibliche Genitalverstümmelung aus ethnomedizinischer Sicht., in: Sexualität, Reproduktion, Schwangerschaft, Geburt, Facultas Verlag, 2009, ISBN 3-7089-0535-0, S. 273 f.
- Fana Asefaw: Weibliche Genitalbeschneidung: Hintergründe, gesundheitliche Folgen und nachhaltige Prävention. Helmer Verlag 2008, ISBN 978-3-89741-268-2
- Marion Hulverscheidt: Weibliche Genitalverstümmelung: Diskussion und Praxis in der Medizin während des 19. Jahrhunderts im deutschsprachigen Raum. Mabuse Verlag, Frankfurt 2002, ISBN 3-935964-00-5
- Herrmann, Dettmeyer, Banaschak, Thyen: Kindesmisshandlung. Medizinische Diagnostik, Intervention und rechtliche Grundlagen. Kapitel 6.6.: Genitalverstümmlelung, Female Genital Mutilation (FGM). Springer-Verlag, 2. Aufl. 2010. ISBN 978-3-642-10205-9 (Das Standardwerk behandelt die medizinischen und rechtlichen Aspekte)